# Chvrches
CHVRCHES (phát âm giống "churches" và viết cách điệu là CHVRCHΞS) là một ban nhạc điện tử người Scotland, thành lập năm 2011. Các thành viên trong ban nhạc gồm Lauren Mayberry (hát chính, synthesizer, samplers), Iain Cook (synthesizer, guitar, bass, hát phụ) và Martin Doherty (synthesizer, samplers, hát phụ).
CHVRCHES xếp hạng 5 trong bảng xếp hạng Sound of 2013 của BBC cho những nghệ sĩ tài năng triển vọng. Tháng 3 năm 2013, họ ra mắt EP Recover. Album đầu tay, The Bones of What You Believe, được phát hành 20 tháng 9 năm 2013. Album thứ 2, Every Open Eye, đã được phát hành 25 tháng 9 năm 2015. Cả hai đều nhận được sự hoan nghênh rộng rãi.
Bài hát "The Mother We Share" của ban nhạc đã được xuất hiện trong video mở màn cho lễ khai mạc 2014 Commonwealth Games ở Glasgow, Scotland ngày 23 tháng 7 năm 2014.

## Phong cách nhạc
Được biết đến bởi âm thanh trong trẻo, nhạc của Chvrches thường nhắm đến thể loại electronic và synthpop. Neon Gold miêu tả nhạc của họ là "một cơn bão vô thần của năng lượng nhạc pop đầy năng động". Phóng viên Kitty Empire của tờ The Observer viết họ "làm nhạc electropop mà chỉ có thể mô tả là thực sự xuất sắc".
Ban nhạc chịu ảnh hưởng của Madonna, Eurythmics, Throbbing Gristle, Prince, Tubeway Army, Robyn, Laurie Anderson, Depeche Mode, Kate Bush, Cocteau Twins, Orchestral Manoeuvres in the Dark, Cyndi Lauper, Whitney Houston and Elliott Smith. Họ viết nhạc, thu âm, phối khí và hoàn thiện bản nhạc trong căn hầm studio ở Glasgow.

## Tour diễn

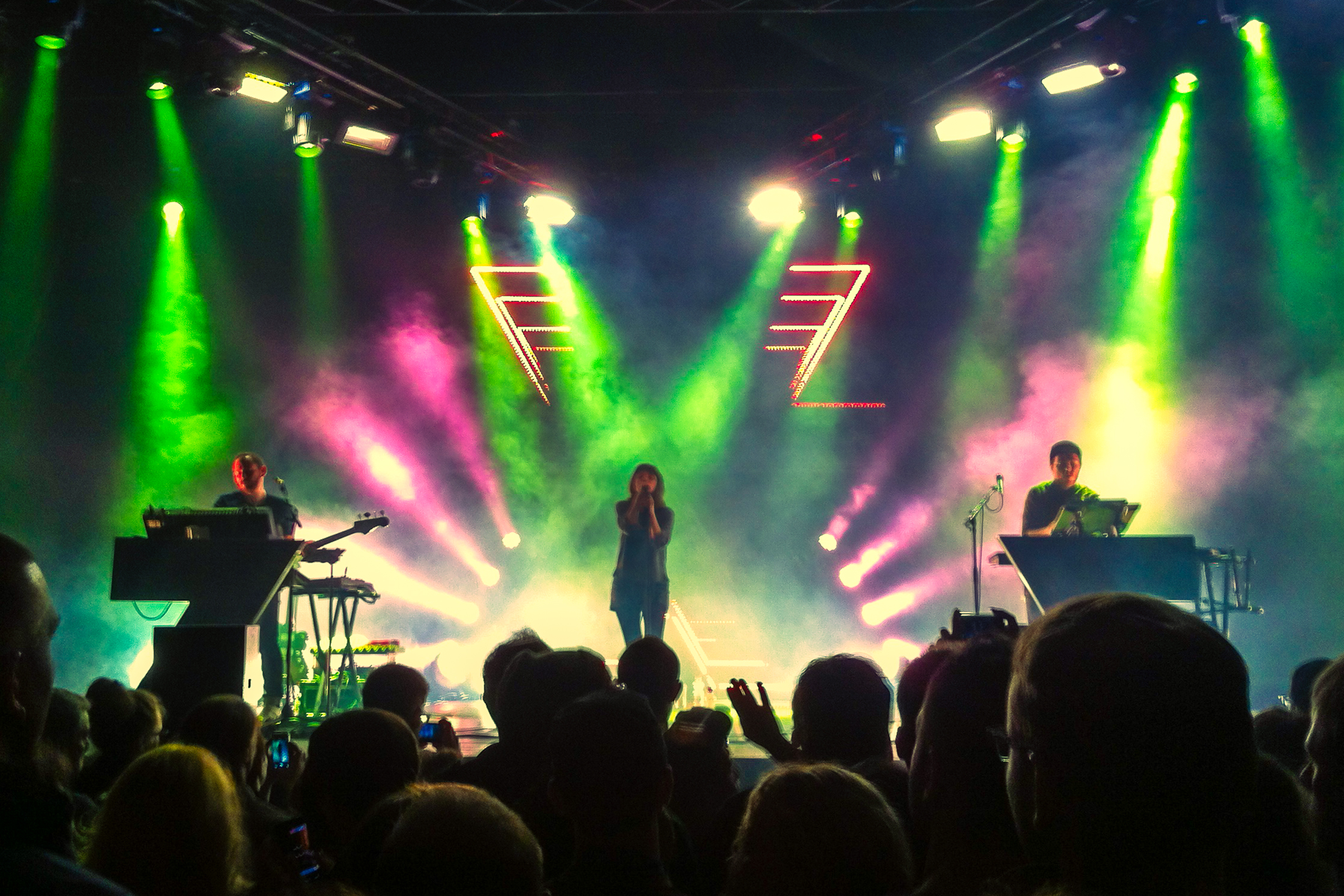
Chvrches live at Columbiahalle (2014)

Khi biểu diễn trực tiếp, Mayberry hát chính và đôi khi chơi synthesizer và samplers; Cook chơi synthesizer, guitar, bass và hát đệm; Doherty chơi synthesizer và samplers, và cũng hát đệm và đôi lúc là hát chính.
Chvrches biểu diễn khắp châu Âu, Mỹ, Canada, Nhật Bản. Họ cũng biểu diễn ở các lễ hội âm nhạc như Firefly Music Festival, SXSW, Field Day, Canadian Music Fest, Sasquatch! Music Festival, The Great Escape, Pitch Festival, T in the Park, Electric Picnic, Melt! Festival, Summer Sonic, Pukkelpop, Lowlands, Reading and Leeds Festival, Coachella, Osheaga, the V Festival, Lollapalooza, và Bonnaroo.

## Danh sách đĩa nhạc
- The Bones of What You Believe (2013)
- Every Open Eye (2015)
- Love Is Dead (2018)
- Screen Violence (2021-nay)

## Giải thưởng và đề cử
| Năm  | Organisation                        | Giải                                               | Kết quả   |
| ---- | ----------------------------------- | -------------------------------------------------- | --------- |
| 2012 | BBC Sound of 2013                   | Sound of 2013                                      | Hạng 5    |
| 2012 | Rober Awards Music Poll             | Most Promising New Artist                          | Đề cử     |
| 2013 | Rober Awards Music Poll             | Best Pop Artist                                    | Đề cử     |
| 2013 | Rober Awards Music Poll             | Breakthrough Artist                                | Đoạt giải |
| 2013 | South by Southwest                  | Inaugural Grulke Prize (for Developing Non-US Act) | Đoạt giải |
| 2013 | Popjustice £20 Music Prize          | Best British Pop Single for "The Mother We Share"  | Đoạt giải |
| 2014 | A2IM Libera Awards                  | Breakthrough Artist of the Year                    | Đoạt giải |
| 2014 | The SAY Awards                      | Scottish Album of the Year                         | Đề cử     |
| 2014 | NME Awards                          | Best New Band                                      | Đề cử     |
| 2015 | Best British Band                   | Đề cử                                              |           |
| 2015 | Brit Awards                         | British Breakthrough Act                           | Đề cử     |
| 2016 | The SAY Awards                      | Scottish Album of the Year                         | Đề cử     |
| 2018 | iHeartRadio Much Music Video Awards | Best Rock/Alternative Artist or Group              | Đề cử     |
| 2019 | Sweden GAFFA Awards                 | Best Foreign Band                                  | Đề cử     |
| 2019 | The SAY Awards                      | Scottish Album of the Year (Longlisted)            | Đề cử     |
| 2022 | NME Awards                          | Best Song By A UK Artist                           | Đoạt giải |

## Trong truyền thông
| List of Chvrches songs featured on various productions | List of Chvrches songs featured on various productions | List of Chvrches songs featured on various productions | List of Chvrches songs featured on various productions |
| Song                                                   | Where                                                  | Type                                                   |                                                        |
| ------------------------------------------------------ | ------------------------------------------------------ | ------------------------------------------------------ | ------------------------------------------------------ |
| "We Sink"                                              | FIFA 14                                                | Video game                                             |                                                        |
| "Under the Tide"                                       | Gran Turismo 6                                         | Video game                                             |                                                        |
| "The Mother We Share"                                  | Forza Horizon 2                                        | Video game                                             |                                                        |
| "Recover (Cid Rim Remix)"                              | Grand Theft Auto V (8th Gen Version)                   | Video game                                             |                                                        |
| "Science/Visions"                                      | CSI: Crime Scene Investigation                         | Television                                             |                                                        |
| "We Sink"                                              | Awkward                                                | Television                                             |                                                        |
| "We Sink"                                              | Scrotal Recall                                         | Television                                             |                                                        |
| "Gun"                                                  | Grey's Anatomy                                         | Television                                             |                                                        |
| "Lies"                                                 | Banana                                                 | Television                                             |                                                        |
| "Bela Lugosi's Dead"                                   | Vampire Academy                                        | Motion picture                                         |                                                        |
| "Dead Air"                                             | The Hunger Games: Mockingjay, Part 1                   | Motion picture                                         |                                                        |
| "Get Away"                                             | Drive (Rescore)                                        | Motion picture                                         |                                                        |
| "Warning Call"                                         | Mirror's Edge Catalyst                                 | Video game                                             |                                                        |
| "Death Stranding"                                      | Death Stranding                                        | Video game                                             |                                                        |
| "Good Girls"                                           | FIFA 22                                                | Video Game                                             |                                                        |